# Рудниковская
Рудниковская — деревня в Плесецком районе Архангельской области.

## География
Находится в западной части Архангельской области на расстоянии приблизительно 97 км на юго-запад по прямой от административного центра района поселка Плесецк на обоих берегах реки Кена.

## История
В 1873 году здесь было учтено 38 дворов, в 1905 — 63. Тогда деревня входила в Каргопольский уезд Олонецкой губернии. До 2016 года входила в Кенорецкое сельское поселение, с 2016 по 2021 в Конёвское сельское поселение до его упразднения.

## Население
Численность населения: 284 человека (1873 год), 370 (1905), 76 (97 % русские) в 2002 году, 63 в 2010.